# Мастер (фильм, 2005)
«Мастер» (пол. Mistrz) — польский фильм 2005 года, снятый Петром Тшаскальским.

## Сюжет
Мастер (Константин Лавроненко) — член цирковой труппы родом из России, ветеран войны в Афганистане. Однажды, напиваясь, он выпускает ночью цирковых животных из своих клеток, после чего его выгоняют из цирка. Мастер начинает самостоятельные гастроли по польским городам, в ходе которых даёт представления по метанию ножей. Также он обретает мечту доехать на своём автобусе до Парижа, где он бы мог показывать своё мастерство.
В путешествиях по стране его сопровождают проститутка Анджела (Тереза Бранна), которую он спас от насильников по дороге в один из городов, аккордеонист (Яцек Брацяк) и девушка, путешествующая автостопом в Париж.
По мере развития сюжета труппа приезжает в небольшой город, где Мастер в ходе представления знакомится с девушкой Анной (Моника Буховец), в которую влюбляется. Их отношения развиваются, и через некоторое время Мастер узнаёт, что Анна ждёт от него ребёнка.
Далее события развиваются по драматическому сценарию: Мастер уезжает из города, оставляя Анну одну со своими страданиями. В итоге Анна теряет ребёнка, а Мастер сжигает свой автобус и всё, что связывает его с профессией фокусника. Последний кадр, где Мастер лежит один в поле, даёт зрителю возможность самому домысливать конец этой истории.

## В ролях
| Актёр                 | Роль         |
| --------------------- | ------------ |
| Константин Лавроненко | Мастер       |
| Яцек Брацяк           | аккордеонист |
| Моника Буховец        | Анна         |
| Тереза Бранна         | Анджела      |